# Manual do Mickey
O Manual do Mickey é um livro infantil brasileiro lançado pela Abril em 1973. Foi o quarto volume da série original de manuais Disney.
A maior parte de seu conteúdo foi reaproveitado na Biblioteca do Escoteiro-Mirim e na coleção Manuais Disney (Nova Cultural).